# Siegfried Marck
Siegfried Ernst Wilhelm Marck (* 9. März 1889 in Breslau, Deutsches Reich; † 16. Februar 1957 in Chicago, Illinois/USA) war ein deutsch-jüdischer Philosoph und Vertreter einer liberalen Sozialdemokratie.

## Herkunft
Siegfried Marck wurde 1889 als Sohn des jüdischen Gerichts-Assessors Alfons Marck und dessen Ehefrau Rosa geborenen Heimann geboren und wuchs in Breslau auf. Die Familie zählte zum humanistisch geprägten Bildungsbürgertum, das sie mit einer patriotisch-nationalliberalen Haltung verband. Der Urgroßvater hatte zu Beginn des 19. Jahrhunderts – als den Juden nach Jahrhunderten endlich Freiheits- und Bürgerrechte verliehen wurden (siehe Preußisches Judenedikt von 1812) – ein Bankhaus gegründet, welches den Grundstein der privilegierten Existenz der Familie bildete. Marcks Großvater und Vater studierten die Rechte und leiteten eine Kanzlei – in den Staatsdienst und damit ins Richteramt wären sie nur über eine Taufe, ein Bekenntnis zum christlichen Glauben, gelangt, was beide jedoch ablehnten. Neben der anwaltlichen Tätigkeit saßen beide als Stadträte im Magistrat der Stadt Breslau, führten Wohlfahrtsorganisationen und engagierten sich in führenden Positionen (wie die Mutter Siegfried Marcks) der Synagogengemeinde.

## Lebenslauf
Siegfried Marck legte das Abitur am Johannesgymnasium Breslau ab und nahm 1907 – wie Großvater und Vater – das Studium der Rechtswissenschaften an der Friedrich-Wilhelms-Universität Breslau auf. Nach nur einem Semester ging er nach Genf, um dort weiterzustudieren. Von dort kehrte er schnell zurück und verwarf das ungeliebte Jurastudium vollends. Er gab nun seiner eigentlichen intellektuellen Neigung nach und begann das Studium der Philosophie in Breslau, welches er später in Berlin und Freiburg fortsetzte.
1911 wurde Marck promoviert mit einer Arbeit über das Thema „Erkenntniskritik, Psychologie und Metaphysik nach ihrem inneren Verhältnis in der Ausbildung der platonischen Ideenlehre“. Er heiratete die Dichterin und Frauenrechtlerin Lola Landau. 1917 habilitierte er sich (im Alter von 28 Jahren) mit einer Arbeit über die philosophischen Grundbegriffe bei Immanuel Kant und Georg Wilhelm Friedrich Hegel.
Im selben Jahr – ein Jahr vor Kriegsende – wurde er an die Westfront abkommandiert und erlebte die Schrecken des Ersten Weltkriegs. Die Erlebnisse an der Front machten ihn zum überzeugten Pazifisten und Sozialisten. Er wurde Mitglied der SPD (1919–1933), des Reichsbanner Schwarz-Rot-Gold (1924–1933) und der Eisernen Front.
1922 erhielt er einen Lehrauftrag an der Breslauer Universität für Rechts- und Staatsphilosophie; 1924 folgte die Ernennung zum außerordentlichen Professor für Soziologie und Philosophie. Es war der preußische Kultusminister Adolf Grimme, der ihn 1930 zum Ordinarius und Lehrstuhlnachfolger Richard Hönigswalds machte.
Nach der „Machtübernahme“ der NSDAP unter Führung Adolf Hitlers und der damit verbundenen staatlichen Legitimation der Verfolgung von „Gesinnungsfeinden“ wie Juden und Sozialisten (Marck war beides) – in Schlesien vor allem initiiert durch den für seine Brutalität bekannten SA-Führer, Edmund Heines – flüchtete Siegfried Marck ins scheinbar idyllisch-ruhige Freiburg, musste aber rasch in die Emigration, nachdem man ihn aus dem Amt geworfen hatte, und wurde zunächst Exilant in Frankreich. Im April 1939 emigrierte Marck in die USA. Er hielt zunächst Gastvorlesungen in New York und übernahm noch im selben Jahr eine Philosophie-Dozentur am Chicagoer YMCA College. 1945 gehörte Marck zu den Gründern des Roosevelt College in Chicago, aus dem später die Roosevelt University hervorging.
Marck lehrte bis zu seiner Emeritierung im Jahre 1954 am Roosevelt College. Er starb am 16. Februar 1957.

## Werke
- Die platonische Ideenlehre in ihren Motiven. 1912.
- Deutsche Staatsgesinnung. München 1916.
- Kant und Hegel. 1917.
- Imperialismus und Pazifismus als Weltanschauungen. Tübingen 1918.
- Hegelianismus und Marxismus. Berlin 1922.
- Marxistische Staatsbejahung. Breslau 1924.
- Zu Max Adlers Sozialphilosophie. Berlin 1925.
- Substanz- und Funktionsbegriff in der Rechtsphilosophie. 1925.
- Reformismus und Radikalismus in der deutschen Sozialdemokratie. Berlin 1927.
- Die Dialektik in der Philosophie der Gegenwart. Zwei Bände, Tübingen 1929/1931.
- Sozialdemokratie. Berlin 1932.
- Der Neuhumanismus als politische Philosophie. Zürich 1938.
- Grosse Menschen unserer Zeit. Portraits aus drei Kulturkreisen. Meisenheim 1954.
- Vernunft und Sozialismus. Berlin 1956.